# 洪杰 (歌手)
洪，原名扈佳榮，生於香港，於初中時期隨父母移民美國，直到2007年被母親游說回港參加「2007英皇新秀歌唱大賽」而晉身樂壇，成為英皇娛樂旗下歌手至2017年。簽約後不久，馬上開始灌錄第一張唱片，成為歌手後第一首主打歌曲為《固體戶》，憑著他超凡的歌唱技巧配合斯文踏實的外表，在2008年以實力派歌手姿態出道；亦因如此，外間稱他為"笑裏藏刀"的歌手。當時洪杰還未改名，以原名扈佳榮推出的第一張專輯，而這張專輯比較特別，是與另一位英皇歌手王凱駿一同推出的合輯碟《優秀男聲》。這張專輯曾令外間誤以為《優秀男聲》是一隊組合，但事實並非如此。而洪杰在這張合輯的個人專輯部分名為《The New Man》。但不知為何，洪杰在2009年才正式成為新人出道，與當年其他2009年新人一同出席新人活動與頒獎禮，繼而正式開始洪杰的音樂路。

## 出道前
洪杰年幼時在香港生活，1995年畢業於德信學校，後來赴美國升讀中學。
16歲開始決定放學後到附近的珍珠奶茶店 Tapioca Express 品客多 打工賺錢，當時就讀於 Irvine High School 爾灣高校。畢業後，升學至 加利福尼亞州立大學 音樂系 聲樂專科。 讀大學期間曾爲新移民學生/國際學生做過英文補習老師；學校以外，也曾於當地的一間收費衞星服務提供商 Dish Network 做文職工作。
2004年，他參加了人生第一個唱歌比賽。比賽結束不久後的中秋節，與其餘兩位三甲的優勝者受邀到美國洛杉磯道奇體育場 Dodgers Stadium 為主場球隊洛杉磯道奇 Los Angeles Dodgers 的比賽擔任表演嘉賓，在比賽開始前演唱美國國歌。此次演唱為洪杰人生第一次在上萬人面前演唱。其後，被當地的婚禮統籌邀請成為其下的婚禮歌手。一唱3年，在這3年間，在該華人地區建立了不錯的名氣，因此亦經常被邀請擔任過多次歌唱比賽的評判與表演嘉賓，亦開始擔任私人唱歌導師，回港前在美的最後一份工作為滙豐銀行職員，著重負責貸款項目。

## 英皇歷程

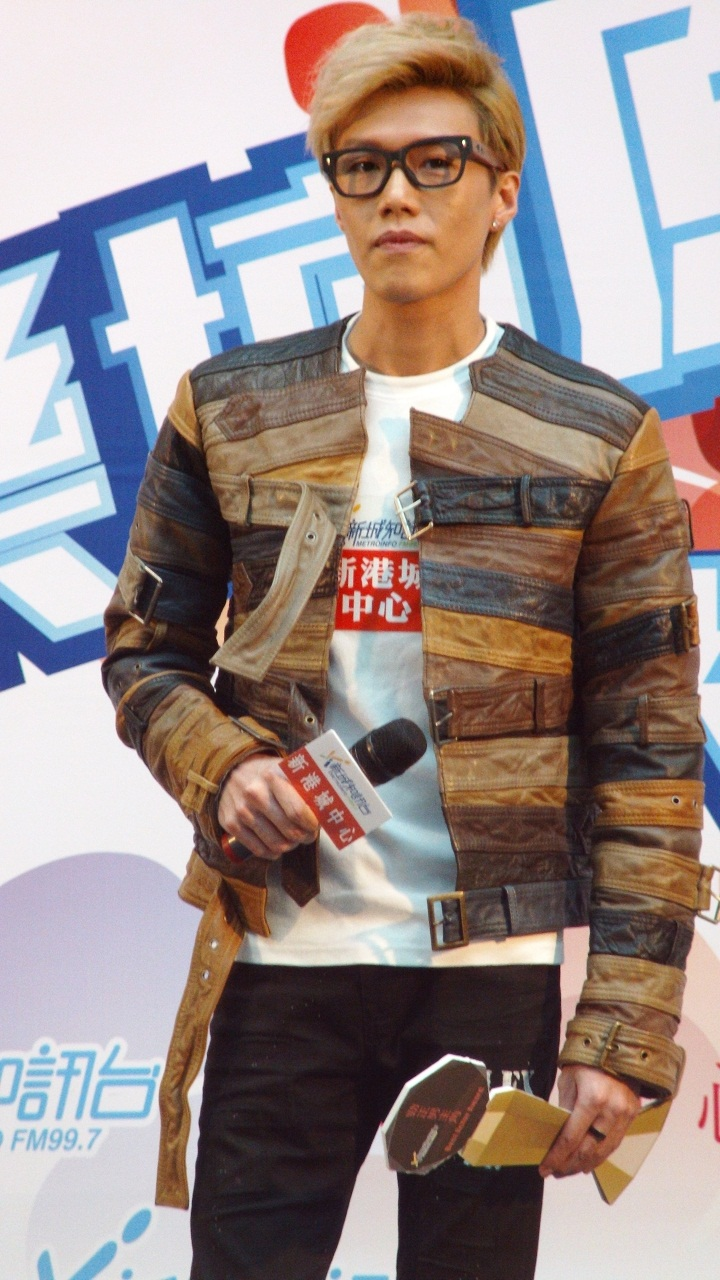
2012年11月25日於馬鞍山新港城

2007年8月：參加「2007英皇新秀歌唱大賽」而晉身樂壇；當年英皇春茗晚宴中正式宣布 扈佳榮 為來年 (2008年) 英皇娛樂重點新人。
2008年：正式以歌手身份出席活動及開始灌錄第一張專輯 《The New Man》。
2009年2月：以原名 扈佳榮 推出第一張專輯 《The New Man》，專輯推出後，改名 洪杰。
2010年3月：推出第二張專輯，亦是正式以洪杰之名推出的第一張個人專輯 《洪音樂》。
2011年8月：受邀拍攝日本 東京電視台 TV Tokyo 節目 "Made in BS Japan"；9月 : 參與電影 《白蛇傳說》 演出；10月：洪杰與古巨基代表香港受邀到韓國出席當年在釜山舉行的 第八屆《亞洲音樂節》。
2012年3月：洪杰代表香港參加第二屆「亞洲流行音樂節」，同年8月推出第三張專輯《Music Wonderland》；11月亦參與電影 《紮職》 演出；角色：蔣展剛 || 蔣勝之子，人稱"太子剛"。
2013年9月：於九龍灣展貿中心舉辦了第一個個人演唱會。
2014年8月：於廣東廣播電視台音樂之聲 X RoadShow 第一屆粵語歌曲排行榜頒獎典禮， 首奪最受歡迎創作歌手獎。
2015年5月：首度擔任大型頒獎禮主持 <<第十六屆華鼎獎>> 中國電影滿意度調查發佈盛典。
2016年3月：推出第一張翻唱專輯 《如果你也聽說》，亦是第四張個人專輯。
2017年9月：第四張個人專輯《如果你也聽說》的宣傳工作完成後，洪杰於9月正式與英皇娛樂10年合約約滿，與公司高層詳談後，選擇不續約，和平分手回復自由身。

## 曾推出專輯
| 專輯 # | 專輯名稱                         | 專輯類型 | 發行公司            | 發行日期      | 曲目 |
| ------ | -------------------------------- | -------- | ------------------- | ------------- | --- |
| 1st    | The New Man （用原名扈佳榮推出） | 大碟     | 英皇娛樂 紅音樂唱片 | 2009年2月22日 | 曲目 1. 越問越傷心 2. 我沒有錢 3. 個體戶 4. 男人的故事 5. 拉鋸戰（與王凱駿合唱） 6. 4號影院 7. 大熱時代 8. 郵差送信純熟迅速 9. 明明 10. What's Up 11. 點點頭                  |
| 2nd    | 洪音樂 （CD+DVD）                | 大碟     | 英皇娛樂 紅音樂唱片 | 2010年3月18日 | 曲目 CD 1. 差利 2. 浮雲堆 3. 我對我 4. 今天總有點不妥 5. 不死傳奇 6. 迷幻列車 7. 一廳一房 8. 絕望別要沮喪 9. 時間無多 10. 國境以南‧太陽以西 DVD 1. 我對我（MV） 2. 差利（MV） |
| 3rd    | Music Wonderland （CD+DVD）      | 大碟     | 英皇娛樂 紅音樂唱片 | 2012年8月3日  | 曲目 CD 1. 睇下點 2. 微友 3. 我不是喬布斯 4. 男人要小心 5. 再見女皇 6. 時來運到 7. 零比一 8. 希臘風 9. 眼火 10. 名店坊 DVD 1. 時來運到（MV） 2. 男人要小心（MV）              |
| 4th    | 如果你也聽說（翻唱專輯）         | EP       | 英皇娛樂 音樂家唱片 | 2016年3月24日 | 曲目 CD 1. 囚鳥 2. 如果你也聽說 3. 突然想起你 4. 勇氣 DVD 1. 囚鳥 2. 如果你也聽說 3. 勇氣                                                                                     |

## 曾推出單曲
- 2021年：《當我有些傷悲》真人生活紀錄片 港灣起跑線 插曲
- 2019年：《Kryptonite》 與揚溢合唱
- 2016年：《二龍爭姝賀金猴》英皇群星合唱
- 2015年：《和華麗有約》 英皇群星合唱
- 2013年：《上鏈人生》第25屆CASH流行曲創作大賽入圍作品
- 2013年：《你恨我》 與朱紫嬈合唱
- 2012年：《快樂分開憑著愛》 與鍾舒漫合唱
- 2010年：《迴旋木馬》

## 派台歌曲成績
| 派台歌曲成績          | 派台歌曲成績     | 派台歌曲成績 | 派台歌曲成績 | 派台歌曲成績 | 派台歌曲成績 | 派台歌曲成績    |
| --------------------- | ---------------- | ------------ | ------------ | ------------ | ------------ | --------------- |
| 大碟                  | 歌曲             | 903          | RTHK         | 997          | TVB          | 備註            |
| 2008年                |                  |              |              |              |              |                 |
| The New Man           | 個體戶           | -            | -            | 5            | -            |                 |
| The New Man           | 拉鋸戰           | -            | -            | -            | -            | 與王凱駿合唱    |
| The New Man           | 越問越傷心       | -            | 12           | -            | -            |                 |
| 2009年                |                  |              |              |              |              |                 |
| The New Man           | 我沒有錢         | 8            | 7            | 5            | -            |                 |
| The New Man           | 明明             | -            | -            | -            | -            |                 |
| 洪音樂                | 我對我           | -            | 12           | 8            | -            |                 |
| 洪音樂                | 差利             | 6            | -            | 4            | 5            |                 |
| 2010年                |                  |              |              |              |              |                 |
| 洪音樂                | 浮雲堆           | -            | -            | 5            | -            |                 |
| 洪音樂                | 迷幻列車         | 2            | -            | 5            | -            |                 |
| 年度热爱2010          | 迴旋木馬         | -            | -            | -            | -            |                 |
| 2012年                |                  |              |              |              |              |                 |
| Music Wonderland      | 時來運到         | 9            | -            | -            | -            |                 |
| Music Wonderland      | 男人要小心       | -            | -            | -            | -            |                 |
| Music Wonderland      | 零比一           | -            | -            | 5            | -            |                 |
| 愛∙回憶108 新曲+精選  | 氣球飛了         | -            | -            | -            | 6            |                 |
| 2013年                |                  |              |              |              |              |                 |
| 年度熱愛2012          | 快樂分開憑著愛   | -            | -            | 4            | 7            | 與鍾舒漫合唱    |
| 愛∙回憶108 新曲+精選  | 你恨我           | -            | -            | 5            | 8            | 與朱紫嬈合唱    |
| 2015年                |                  |              |              |              |              |                 |
| 英皇15周年 和華麗有約 | 和華麗有約       | -            | -            | -            | 5            | 英皇群星合唱    |
| 英皇15周年 和華麗有約 | 和華麗有約（國） | -            | -            | -            | -            | 英皇群星合唱    |
| 2016年                |                  |              |              |              |              |                 |
| 二龍爭姝賀金猴        | 二龍爭姝賀金猴   | 15           | 18           | -            | 3            | 英皇群星合唱    |
| 如果你也聽說          | 如果你也聽說     | -            | -            | -            | -            | 翻唱張惠妹作品  |
| 如果你也聽說          | 囚鳥             | -            | -            | -            | -            | 翻唱彭羚作品    |
| 2019年                |                  |              |              |              |              |                 |
|                       | Krpytonite       | -            | -            | -            | -            |                 |
| 2021年                |                  |              |              |              |              |                 |
|                       | 當我有些悲傷     | -            | -            | -            | -            | 港灣起跑線 插曲 |

| 各台冠軍歌總數 | 各台冠軍歌總數 | 各台冠軍歌總數 | 各台冠軍歌總數 | 各台冠軍歌總數    |
| -------------- | -------------- | -------------- | -------------- | ----------------- |
| 903            | RTHK           | 997            | TVB            | 備註              |
| 0              | 0              | 0              | 0              | 四台冠軍歌總數：0 |

- （*）表示仍在榜上

## 曾獲獎項

### 2021年
- AEG音樂頒獎典禮2021 - 鑽石躍進歌手

### 2014年
- 2014年度廣東廣播電視台音樂之聲 X RoadShow 第一屆粵語歌曲排行榜頒獎典禮 - 最受歡迎創作歌手 - 你恨我（監製）

### 2013年
- 新城勁爆頒獎禮2013 - 新城勁爆合唱歌曲 － 你恨我（朱紫嬈）
- 新城國語力頒獎禮2013 - 新城國語力合唱歌曲 ﹣ 快樂分開憑著愛（鍾舒漫）

### 2012年
- 香港亞洲流行音樂節 - 香港區代表 - 最後4強
- 新城勁爆頒獎禮2012 - 新城勁爆躍進歌手
- 2013年度CNTV第九屆勁歌王全球華人樂壇音樂盛典 - 最佳進步獎
- 2013年度廣東電台音樂之聲音樂先鋒榜 - 年度樂壇進步獎

### 2010年
- 新城勁爆頒獎禮2010 - 新城勁爆原創歌曲 - 差利
- 2010年度 IFPI HK 國際唱片業協會頒獎禮 - 最暢銷本地男新人
- 2010年度廣東電台音樂之聲音樂先鋒榜 - 年度樂壇進步獎
- 2010年度全球華人音樂殿堂華語金曲獎頒獎禮 - 優秀新人獎

### 2009年
- 新城勁爆頒獎禮2009 - 新城勁爆新登場男歌手
- 2009年度叱咤樂壇流行榜 - 叱咤樂壇生力軍男歌手銅獎
- SINA Music樂壇民意指數頒獎禮2009 - 我最喜愛男新人銅獎
- 2009年度第六屆勁歌王全球華人樂壇音樂典禮 - 勁歌王新登場歌手
- 2009年度廣東電台音樂之聲音樂先鋒榜 - 年度港台先鋒新人
- 第3屆 YES IDOL 全港偶像總選 ﹣ 男新人王 (洪杰)
- PM 2009年度人氣歌手奪標頒獎禮 ﹣ 年度卓越演繹男新人

### 2008年
- 英皇新秀歌唱大賽 - 新秀扮嘢王 (歌手比賽環節)
- 第2屆 YES IDOL 全港偶像總選 ﹣ 男新人王 (扈佳榮)

### 2007年
- 英皇新秀歌唱大賽 - 最後4強

### 2005年
- 2005年度全球華人新秀歌唱大賽﹣美國區 - 季軍

### 2004年
- 2004 東森新人王﹣美國區 - 亞軍

## 曾獲殊榮

### 2013年
- 英皇新秀歌唱大賽 - 英皇新秀歌唱大賽大使

### 2012年
- 香港亞洲流行音樂節 - 香港代表
- 廣東啟宏青年文化公益基金 - 公益慈善大使

## 演唱會

### 2014年
- Alex Wu Music Live Show Mini Concert Part 3 @澳門 The Windsor - 2014年10月17日
- Alex Wu Music Live Show Mini Concert Part 2 @澳門 The Windsor - 2014年7月18日
- Alex Wu Music Live Show Mini Concert @澳門 The Windsor - 2014年3月28日

### 2013年
- Roadshow Live 一路開心夏日音樂會 @九展 ﹣ 2013年9月12日

## 電影
- 2012年：《紮職》飾 太子剛
- 2011年 :  《白蛇傳說》

## 微電影
- 2013年：《My Georgia...Love》飾 Alex
- 2012年：《浙江衛視》-《夢想新生活》飾 洪杰

## 幕後工作

### 作曲
- 2012年8月：洪杰《Music Wondering》：睇下點，男人要小心，再見女皇，時來運到，零比一，名店坊 。
- 2012年2月：鍾舒漫 《我可以》: 愛好每一天

### 作詞
- 2019年3月：洪杰 & 揚溢《Kryptonite》
- 2012年8月：洪杰《Music Wondering》：希臘風，眼火。

### 編曲
- 2012年8月：洪杰《Music Wondering》：男人要小心。

### 監製
- 2019年3月：洪杰 & 揚溢《Kryptonite》
- 2013年2月：洪杰 & 朱紫嬈《你恨我》
- 2012年8月：洪杰 專輯《Music Wonderland》
- 2011年11月：Boy'z 《Ready To Go 新曲 + 精選》：Sexy Body (國語)

### 和音演出
- 2014年4月2-4日：巫啟賢 《巫啟賢重回Back To Innocent 2014 演唱會》
- 2011年7月10日：洪卓立 TVB《Music Cafe》
- 2009年9月：鍾舒漫《給自己的信》新碟發佈音樂會

## 舞台劇
- 2012年：《青苗學界進步嘉許禮暨打氣音樂會》飾 Alex

## 司儀/主持
- 2018年8月30日："Breeze - 挑戰白旋風8號撞球" 司儀 (英文+粵語)  活動嘉賓 世界級英式桌球手 Jimmy White 韋德 @香港 銅鑼灣 Breeze
- 2018年7月3日：Manulife 宏利保險  <宏利瀛盡動之旅> 海外會議及頒獎典禮 司儀 (英文+廣東) + 表演嘉賓 @日本 東京 千葉縣 幕張展覽館 makuhari messe 拍檔 : 陳敏之(粵語)
- 2017年1月12日：星聲夢裡人 La La Land 首映禮 @九龍灣國際展貿中心 星影滙
- 2016年7月31日：We Like Hong Kong 啟動禮串場司儀 @香港賽馬會沙田馬場 拍檔 : 鄭裕玲，鄧梓峰
- 2016年5月12日：中國好聲音 2016 全國城市海選 <<香港區>>記者招待會司儀  (粵語+國語) @九龍灣國際展貿中心
- 2016年3月25日：「英皇電影城」開業慶典活動 司儀 @上海虹橋上海虹橋天地購物中心 (全國語)
- 2016年3月12日：2016年「金豐集團」春茗晚會司儀 (粵語+國語) 拍檔：王燕妮 @ 澳門 Grand Hyatt
- 2015年12月19日：歐化傢俬元朗新店開幕典禮 司儀 @元朗開心廣場
- 2015年12月18日：「英皇電影城」開業慶典活動及手印儀式 司儀 @安徽合肥 萬象城 (全國語)
- 2015年10月20日：英皇新秀歌唱大賽 2015 總決賽 司儀 @ 柴灣青年廣場
- 2015年9月6日：英皇新秀歌唱大賽 2015 記者招待會 @ 尖沙咀 The One
- 2015年7月19日：加拿大群星閃爍慈善夜 @ Downtown Convention Center 溫哥華 加拿大 拍檔 : 黃心穎 鄧佩儀
- 2015年5月31日：<<第十六屆華鼎獎>> 中國電影滿意度調查發布盛典 紅地毯兼頒獎禮主持 (國語+英語) @九龍灣國際展貿中心 Star Hall  拍檔 : 黃子佼，黃心美，王燕妮
- 2015年5月15日：第23屆傑出人壽保險經理及營業員獎頒獎典禮2015  @灣仔會展舊翼 演講廳 拍檔 : 羅佩怡，Jasmine
- 2015年3月27日：2015年「金豐集團」春茗晚會司儀 (粵語+國語) 拍檔：吳嘉星 @澳門 Grand Hyatt
- 2015年3月23日：2014年「終生美麗」週年晚會司儀 Beauty Forever Salon Centre Annual Dinner 2014 @深灣遊艇會
- 2015年3月2日：英皇電影《雛妓》首映禮 @九龍灣國際展貿中心 星影滙
- 2015年1月14日：英皇電影《一步之遙》首映禮 (粵語+國語+英文) @圓方 The Grand Cinema
- 2014年12月14日：英皇集團(國際)有限公司海景豪宅項目「維港峰」Upton 記者會司儀
- 2014年11月24日：林峯加盟英皇娛樂 再創高峯 記者招待會司儀 @灣仔會展新翼 3/F Grand Hall
- 2014年11月17日：成報 75週年報慶晚宴 司儀 (粵語+國語+英文) 拍檔：顏子菲 @灣仔會展舊翼 演講廳
- 2014年10月26日：香港特區慈善足球邀請賽 特首盃總決賽 司儀 + 表演嘉賓 拍檔：吳幸美 @旺角大球場
- 2014年8月31日：英皇電影《一生一世》宣傳活動 @九龍灣Mega Box
- 2014年8月30日：英皇新秀歌唱大賽 2014 總決賽 司儀  + 即場考核導師 @將軍澳新都城二期中庭
- 2014年8月22日：廣東廣播電影台音樂之聲 X Roadshow 第一屆「粵語歌曲排行榜」頒獎禮 @九龍灣國際展貿中心 Star Hall 拍檔 : 車車 張紫櫻 (香港 Roadshow)，林琳 (廣州)，宇航 (廣州)
- 2014年7月20日：英皇新秀歌唱大賽 2014 記者招待會 @馬鞍山新港城中心
- 2014年6月22日：香港專上教育學院 "TWINS PROGRAM" 分享會 @香港理工大學
- 2014年3月29日：美國珠海僑聯總會晚會 司儀 (粵語+國語+英文) + 表演嘉賓 @珠海新海利酒店 拍檔：李佳
- 2014年3月26日：英皇電影《破風》新聞發佈會 @灣仔會展
- 2014年3月25日：英皇電影《一步之遙》新聞發佈會＋酒會 @灣仔萬麗海景酒店
- 2014年3月20日：Manulife 宏利保險 SV Group 頒獎典禮司儀 (粵語+國語+英文) + 表演嘉賓；主持人拍檔：張曦雯 @將軍澳 Pop Corn Crowne Plaza Hotel
- 2014年3月10日：英皇電影 《北京愛情故事》首映禮 (粵語+國語) @九龍灣國際展貿中心 星影滙
- 2014年2月24日：英皇娛樂及英皇電影 2014春茗晚宴 《拍檔》：農夫 @灣仔會展
- 2014年1月27日：香港機場管理局 救世軍 禮物捐贈活動 2014 (粵語+英文) @香港國際機場
- 2014年1月15日：英皇電影《私人訂制》 首映禮 (粵語+國語) @圓方 The Grand Cinema
- 2014年1月12日：永不沉沒的泰坦尼克 全球新聞發佈會 (國語+英文即場翻譯) 拍檔：吳小莉 ＠金鐘香格里拉
- 2013年12月18日：英皇集團聖誕Party 《拍檔》：湯怡
- 2013年11月26日：婚禮主持 《拍檔》：湯怡 ＠深灣遊艇會
- 2013年11月2日：英皇新秀歌唱大賽 2013 總決賽 《拍檔》：金剛 @九龍灣國際展貿中心 Music Zone
- 2013年10月20日：英皇新秀歌唱大賽 2013 半準決賽 @鑽石山荷里活廣場
- 2013年8月30日：英皇新秀歌唱大賽 2013 座談會
- 2013年4月13日：英皇陸運會2013 《拍檔》：范振鋒 @灣仔運動場
- 2012年12月：英皇集團聖誕Party 《拍檔》：湯怡
- 2011年12月：英皇集團聖誕Party 《拍檔》：湯怡
- 2011年8月：英皇地產「港島.東」電視廣告首播會
- 2011年3月：英皇金融春茗晚宴 《拍檔》：鄭家維 @九龍灣國際展貿中心
- 2011年3月：英皇鐘錶珠寶春茗晚宴 《拍檔》：鄭家維 @九龍灣國際展貿中心
- 2010年：英皇娛樂集團春茗 2010《拍檔》：鄭家維 ＠灣仔會展
- 2010年4月：英皇陸運會2010 《拍檔》：鄭家維 @灣仔運動場
- 2010年2月：英皇集團春茗 2010 晚宴 《拍檔》：鄭家維 @九龍灣國際展貿中心
- 2009年：英皇集團聖誕Party 《拍檔》：湯怡
- 2008年：Macau Slot 2008 Annual Party 《拍檔》：王凱駿 @澳門 澳博會
- 2008年 - 2009年：《英皇娛樂台》節目主持《拍檔》：王凱駿

## 代言人
- Big John 牛仔褲  2013年 - 現在

## 廣告
- 2014年3月《百老滙》
- 2013年 《Big John》牛仔褲
- 2009年《速敏治》《Zyrtec》

## 外部連結
- 洪杰的Facebook專頁
- 洪杰的Instagram帳戶
- 洪杰騰訊微博 （页面存档备份，存于）
- 洪杰新浪微博
- 洪杰視頻網站
- 洪杰官方網站